# 지나 아라자르

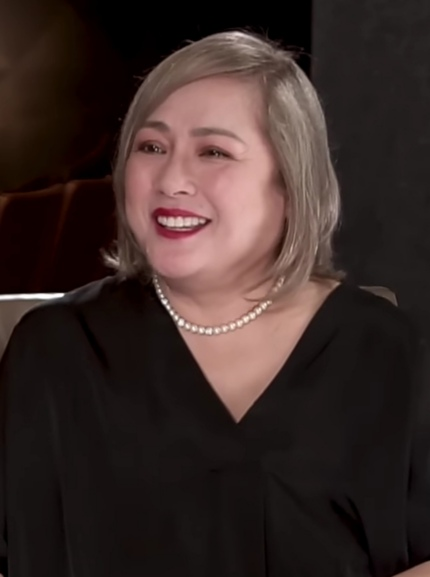

지나 아라자르(Gina Alajar, 1959년 6월 28일 ~ )는 필리핀의 텔레비전 감독, 배우이다.
마닐라에서 태어났다.

## 영화
- 폐허 (2017년)
- 마스터 돌로로사 (2013년)
- 템테이션 오브 와이프 (2012년)
- 시그와 (2010년)
- 캠퍼스 걸 (1995년)
- 플라워스 오브 더 시티 제일 (1984년)
- 밤의 마닐라 (1980년)